# Sakiewnik afrykański
Sakiewnik afrykański (Saccolaimus peli) – gatunek ssaka z podrodziny grobowników (Taphozoinae) w obrębie rodziny upiorowatych (Emballonuridae).

## Występowanie
Gatunek ten zamieszkuje nizinne lasy równikowe oraz bagna, jednak sporadycznie obserwowano go nawet na sawannach i w górzystych lasach.
Można go spotkać w państwach Afryki Środkowej (od Kamerunu i Gwinei Równikowej przez Gabon, Kongo i Demokratyczną Republikę Konga po Ugandę) i Afryki Zachodniej (Liberia, Gwinea, Wybrzeże Kości Słoniowej, Ghana i Nigeria). Izolowane stwierdzenia odnotowano w zachodniej Kenii i Angoli.

## Charakterystyka

### Wygląd
Osiąga około 11–13,5 centymetra długości ciała, ogon około 3 centymetrów i waży od 77 do 114 gramów. Występuje u nich dymorfizm płciowy. Samice są nieco większe niż samce. 
Mają gęste i delikatne futro na grzbiecie w odcieniach ciemnego brązu lub czerni z pojedynczymi białymi włosami. Ich brzuch jest jasny. Samce są nieco jaśniejsze niż samice. Mają płaską głowę i długie, szpiczaste uszy.

### Styl życia
Zazwyczaj żyją w grupach 2–4 osobników, jednak zaserwowano grupy liczące nawet 30 przedstawicieli. 

### Dieta
Polują na owady latające, żuki oraz termity. 